# Martin Benák
Martin Benák (ur. 27 maja 1988) – słowacki lekkoatleta specjalizujący się w rzucie oszczepem.
W 2007 odpadł w eliminacjach czempionatu Starego Kontynentu juniorów. Trzy lata później nie awansował do finału mistrzostw Europy. Wielokrotny medalista mistrzostw Słowacji (m.in. złoto w 2009 i 2010) oraz reprezentant kraju w drużynowych mistrzostwach Europy. 
Rekord życiowy: 79,90 (16 maja 2010, Trnawa). 

## Osiągnięcia
| Rok  | Impreza                               | Miejsce            | Lokata            | Wynik |
| ---- | ------------------------------------- | ------------------ | ----------------- | ----- |
| 2005 | Olimpijski Festiwal Młodzieży Europy  | Lignano Sabbiadoro | 10. miejsce       | 58,46 |
| 2007 | Mistrzostwa Europy juniorów           | Hengelo            | el. – 14. miejsce | 66,88 |
| 2009 | II liga drużynowych mistrzostw Europy | Bańska Bystrzyca   | 7. miejsce        | 61,59 |
| 2010 | II liga drużynowych mistrzostw Europy | Belgrad            | 3. miejsce        | 71,15 |
| 2010 | Mistrzostwa Europy                    | Barcelona          | el. – 20. miejsce | 73,18 |
| 2011 | II liga drużynowych mistrzostw Europy | Nowy Sad           | 8. miejsce        | 39,30 |
| 2011 | Uniwersjada                           | Shenzhen           | el. – 15. miejsce | 67,75 |
| 2012 | Mistrzostwa Europy                    | Helsinki           | el. – 26. miejsce | 70,60 |
| 2014 | Mistrzostwa Europy                    | Zurych             | el. – 17. miejsce | 75,67 |
| 2015 | Zimowy puchar Europy w rzutach        | Leiria             | 11. miejsce       | 68,40 |
| 2015 | Światowe wojskowe igrzyska sportowe   | Mungyeong          | 9. miejsce        | 71,28 |